# Krisztián Takács
Krisztián Takács, född 30 december 1985 i Budapest, är en ungersk simmare.
Takács tävlade för Ungern vid olympiska sommarspelen 2004 i Aten, där han blev utslagen i försöksheatet på 50 meter frisim. Vid olympiska sommarspelen 2008 i Peking tog sig Takács till semifinal på 50 meter frisim.
Vid olympiska sommarspelen 2012 i London tävlade Takács i två grenar. Han tog sig till semifinal på 50 meter frisim och var en del av Ungerns lag som blev utslagna i försöksheatet på 4 x 100 meter frisim. Vid olympiska sommarspelen 2016 i Rio de Janeiro tävlade Takács återigen i två grenar. Han blev utslagen i försöksheatet på 50 meter frisim och var en del av Ungerns lag som blev diskvalificerade på 4 x 100 meter frisim.